# Metalectra monodia
Metalectra monodia là một loài bướm đêm trong họ Erebidae.